# Brauerei Mittenwald
Vous pouvez aider à l'améliorer ou bien discuter des problèmes sur sa page de discussion.
- Il ne cite pas suffisamment ses sources. Vous pouvez indiquer les passages à sourcer avec {{référence nécessaire}} ou {{Référence souhaitée}}, et inclure les références utiles en les liant aux notes de bas de page. (Marqué depuis mai 2021)
- Il contient une ou plusieurs listes. Le texte gagnerait à être rédigé sous la forme d’un ou plusieurs paragraphes synthétiques, afin d’être plus agréable à lire. (Marqué depuis mai 2021)

- Archive Wikiwix
- Bing
- Cairn
- DuckDuckGo
- E. Universalis
- Gallica
- Google
- G. Books
- G. News
- G. Scholar
- Persée
- Qwant
- (zh) Baidu
- (ru) Yandex
- (wd) trouver des œuvres sur Wikidata

Brauerei Mittenwald est une brasserie à Mittenwald.

## Histoire

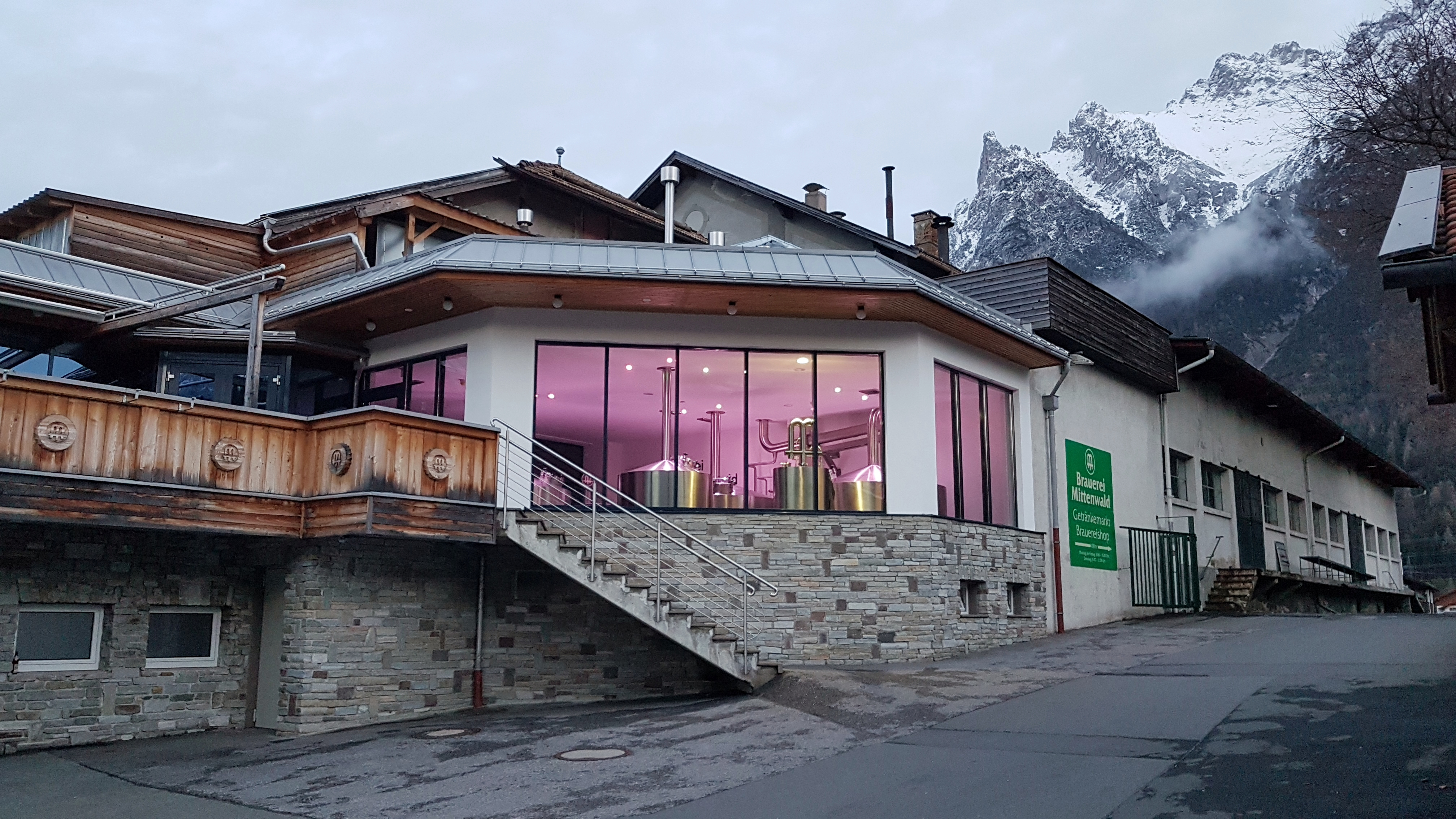
La brasserie

Fondée en août 1808, la brasserie est reprise en 1864 par la famille Neuner.
De 2014 à 2016, un nouveau restaurant-brasserie, Postkeller, est construit.

## Production
La brasserie produit 22 000 hl de bière, dont 5 000 sans alcool.
La brasserie produit les boissons suivantes toute l'année :
- Karwendel Hell
- Berg Gold Export
- Berg Pils
- Jager Dunkel
- Leicht
- Mittenwalder Radler
- Werdenfelser Weisse
- Werdenfelser dunkle Weisse
- Werdenfelser leichtere Weisse.

Les boissons suivantes sont produits de façon saisonnière :
- Josefi Bock Dunkel
- Weihnachtsbock Dunkel
- Edel-Märzen
- Heller Bock